# Studio Dragon
Studio Dragon (스튜디오드래곤) ist ein südkoreanisches Fernsehproduktionsstudio und Tochterunternehmen des Medienkonglomerats CJ ENM. Das Studio produziert vorwiegend für die CJ-Sender tvN und OCN, ist aber auch an den Produktionen anderer südkoreanischer Sender sowie Netflix beteiligt.

## Geschichte
Studio Dragon wurde am 3. Mai 2016 als Abspaltung der CJ E&M Dramaabteilung gegründet. Im Jahr 2018 wurde Studio Dragon eine Tochtergesellschaft von CJ ENM, nachdem die vorherige Muttergesellschaft CJ E&M mit CJ ENM fusioniert wurde.
Das Unternehmen wurde durch einen Börsengang am 24. November 2017 in den KOSDAQ-Index der Korea Exchange aufgenommen, in dem auch die Muttergesellschaft gelistet ist.
2019 schloss Studio Dragon eine Partnerschaft mit Netflix, durch die für die folgenden drei Jahre Dramaserien von Studio Dragon auf Netflix veröffentlicht werden. Die Partnerschaft sollte 2022 auslaufen, da CJ ENM, der Gründer von Studio Dragon, beschlossen hat, sich nach der Fusion mit KT Seezn auf TVING zu konzentrieren, das auch Minderheitsanteile an KT StudioGenie besaß, dem Gründer der Streaming-Plattform Seezn.